# Dalmatien (romersk provins)
För andra betydelser, se Dalmatien (olika betydelser).

Romerska provinsen Dalmatien.

Dalmatien (latin: Dalmatia) var en romersk provins som upprättades av romarna under antiken. Provinsen omfattade stora delar av vad som idag är Albanien, Bosnien och Hercegovina, Kroatien, Montenegro och Serbien. Den sträckte sig från floden Raša i norr till Drini i söder och från Adriatiska havet i väster till Sava och Drina i nord- och sydöst. Romarna uppkallade troligtvis provinsen efter den illyriska stammen dalmaterna som under antiken bebodde östra adriatiska kusten. Idag lever namnet kvar i benämningen för Kroatiens sydligaste landskap som heter just Dalmatien.  

## Historia
Den romerska provinsen Dalmatien skapades under kejsar Vespasianus regeringstid (69–79 e.Kr.) då provinsen Illyricum upplöstes och två nya provinser bildades – Dalmatien och Pannonien. Den upphörde 480 när Odovakar invaderade.

## Städer i romerska Dalmatia
- Ad Salinas (Tuzla)
- Apsoros (Osor)
- Argentaria (Srebrenica)
- Aspalathos (Split)
- Bigeste (Ljubuški)
- Daorson (Stolac)
- Delminum (Tomislavgrad)
- Tarsatica (Trsat)
- Senia (Senj)
- Vegium (Karlobag)
- Aenona (Nin)
- Jader (Zadar)
- Scardona (Skradin)
- Tragurium (Trogir)
- Onaeum (Omiš)
- Issa (Vis)
- Pharos (Hvar)
- Pelva (Livno)
- Corcyra (Korčula)
- Narona
- Epidaurus (Cavtat)
- Acruvium (Kotor)
- Ulcinium (Ulcinj)
- Albona (Labin)
- Corinium (Karin)
- Salona (Solin)
- Muicurum (Makarska)
- Epidaurum (Cavtat)
- Risinium (Risan)
- Decatera (Kotor)
- Scodra (Shkodra)
- Crepsa (Cres)
- Curica (Krk)
- Arba (Rab)
- Pamodus (Pag)
- Solentium (Šolta)
- Brattia (Brač)
- Corcyra nigra (Korčula)
- Meleta (Mljet)
- Nedinum (Nadin)
- Tilurium (Trilj)
- Setovium (Sinj)
- Tinninium (Knin)
- Andetrium (Muć)
- ad Novas (Imotski)
- Aequum (Čitluk)
- Promona (Teplju-Klanac)
- Arupium (Prozor)
- Avendo (Kompolje)
- Metulum (Čakovac)
- Quadrata (Slunj)
- ad Fines (Topusko)
- ad Pretorium (Dubica)